# Sprachgesellschaft
Die deutschen Sprachgesellschaften des 17. und 18. Jahrhunderts waren Vereine, die sich schwerpunktmäßig der „Spracharbeit“ widmeten. Eine zeitgenössische Bezeichnung war deutsche Gesellschaften. Die Bezeichnung Sprachgesellschaft wurde im frühen 19. Jahrhundert geprägt. Heutige Vereine dieser Art nennt man Sprachvereine.

## Sprachgesellschaften
Die bekanntesten deutschen Sprachgesellschaften waren:
17. Jahrhundert
- Fruchtbringende Gesellschaft (auch: Palmorden), gegründet 1617 durch Fürst Ludwig I. von Anhalt-Köthen
- Deutschgesinnte Genossenschaft, gegründet 1643 durch Philipp von Zesen
- Pegnesischer Blumenorden, gegründet 1644 von Georg Philipp Harsdörffer und Johann Klaj
- Elbschwanenorden, gegründet 1660 von Johann Rist

18. Jahrhundert
- Deutsche Gesellschaft in Leipzig, gegründet 1697 als deutschübende poetische gesellschaft[1]
- Parnassus Boicus, gegründet 1722 von Gelasius Hieber und Eusebius Amort
- Societas incognitorum, gegründet 1746 von Joseph Freiherr von Petrasch

Weniger bekannt sind andere kleinere Sprachgesellschaften des 17. Jahrhunderts:
- Die Aufrichtige Tannengesellschaft
- Die Neunständige Hänseschaft
- Das Poetische Kleeblatt
- Der Belorbeerte Tauben-Orden
- Der Leopold-Orden

Von diesen Gesellschaften besteht heute nur noch der Pegnesische Blumenorden. Die Fruchtbringende Gesellschaft wurde am 18. Januar 2007 als „Neue Fruchtbringende Gesellschaft zu Köthen/Anhalt – Vereinigung zur Pflege der deutschen Sprache“ wiedergegründet.

## „Spracharbeit“
Die Kultivierung der deutschen Sprache nennt man im 17. Jahrhundert „Spracharbeit“, seit Ende des 18. Jahrhunderts „Sprachreinigung“ und seit Ende des 19. Jahrhunderts bis heute „Sprachpflege“.
Unter Spracharbeit ist nicht nur das zu Beginn des 17. Jahrhunderts hervortretende Bemühen um die Reinheit der mit Fremdwörtern durchsetzten deutschen Sprache zu verstehen, wenn auch der Purismus in Programm und Praxis der Gesellschaften eine große Rolle spielte.
Spracharbeit bedeutete vor allem die gemeinsame Erforschung und Förderung der eigenen Sprache und Literatur mit dem Ziel, sie innerhalb der europäischen Literatur zur Geltung zu bringen und zu beleben. Dazu dienten Übersetzungen wichtiger fremdsprachiger Werke ins Deutsche ebenso wie eine grundsätzliche Besinnung auf Fragen des Wortschatzes, der Grammatik oder der Poetik.
In meist brieflichem Gedankenaustausch gab man sich Anregungen und Hinweise, übte Kritik, erwog gemeinsame literarische und wissenschaftliche Unternehmungen und verständigte sich auch über Verlags- und Druckkostenfragen. Das Ergebnis solcher Bemühungen liegt in Form von Poetiken, Grammatiken, Übersetzungen sowie dem ersten deutschen Wörterbuch vor. Gegründet wurden diese Gesellschaften von Männern und Frauen aus dem Kreise des Adels und der Gelehrten.

## Einfluss und Wirkung
Die Sprachgesellschaften fanden zu ihrer Zeit und später eine zwiespältige Aufnahme: Man erkannte die Pflege der Reinheit der Sprache im Reden und Schreiben (also Freiheit von Fremdwörtern, Mundartausdrücken und grammatikalischen Fehlern) wie auch in Reimen (also der Dichtkunst) einerseits an.
Auf der anderen Seite erschien, wie schon bei den Meistersingern, die Dichtung als etwas Lehr- und Lernbares (normative Poetik), diesmal aber noch verstärkt dadurch, dass man die Poesie nach fremden Vorbildern glaubte erlernen zu können, nämlich nach antiken, aber auch nach französischen, italienischen und niederländischen.
Zudem übertrieb man gelegentlich die Ausmerzung und Verdeutschung von Fremdwörtern und wurde dafür von Kritikern wie z. B. Grimmelshausen mit beißendem Spott überzogen. Vorgeschlagen wurden so z. B. Tageleuchter für Fenster, Jungfernzwinger für Nonnenkloster, Zitterweh für Fieber, Meuchelpuffer für Pistole. Andere Eindeutschungen setzten sich jedoch erfolgreich durch, wie z. B. Tagebuch für Diarium, Nachwort für Epilog, Augenblick für Moment, Jahrhundert für Säculum, Sprachlehre für Grammatik, Schaubühne für Theater oder Letzter Wille für Testament.
Die kulturpatriotischen Bestrebungen der Sprachgesellschaften fanden immer dann besonderen Anklang, wenn die Germanistik als eine „deutsche Wissenschaft“ selbst sich ähnlichen Zielen zu verschreiben bereit war. So galten die Sprachgesellschaften etwa lange Zeit als hehre Ahnen des 1885 gegründeten Allgemeinen Deutschen Sprachvereins, der sich in seinem Kampf gegen „Verwelschung und Ausländerei“ dankbar auf sie berief.